# John B. Wentworth
John B. Wentworth, né le 10 juin 1908 et mort en 1997, est un auteur américain de bande dessinée. Il fut acteur, chanteur d'opérette et scénariste de comics.

## Biographie
John B. Wentworth, naît en 10 juin 1908. De 1921 à 1925, il suit des cours à l'université de Chicago et a pour professeur John Dewey. Il se marie à la fin des années 1920 et en 1929, il est diplômé de l'université du Massachusetts. En 1929 -1930 il joue dans des pièces de théâtre et dans des opérettes. De 1930 à 1932, il est rédacteur en chef pour l'éditeur Fiction House. De 1932 à 1938, il est de nouveau acteur après avoir déménagé dans le Colorado. En 1938, il revient à New York où il écrit ses premiers scénarios de comics. En janvier 1940, il crée Johnny Thunder dont les aventures sont publiées par All-American Publications. En mai 1941 il crée Sargon le sorcier pour le même éditeur auquel il reste attaché jusqu'en 1944 quand DC Comics rachète cette société. Il travaille alors pour jusqu'en 1949. Durant cette période, il écrit aussi quelques nouvelles. Cette année-là il abandonne la carrière d'auteur de comics et travaille pour l'administration américaine jusqu'en 1957. En 1986, il part vivre en Angleterre. Il meurt en 1997.